# Delta II
Delta II je ameriška raketa za enkratno uporabo, najmanjša v družini raket Delta. Zasnovalo in izdelovalo jo je podjetje McDonnell Douglas. Delta II je prvič poletela leta 1989. Delta II obsega rakete Delta 6000, Delta 7000, in dve 7000 različici ("lahka" in "težka"). Po združitvi podjetja McDonnell Douglas v Boeing leta 1997, je rakete proizvajala
podružnica Boeing Integrated Defense Systems, dokler ni proizvodnjo prevzela United Launch Alliance (ULA). 
ULA trži rakete vladnim strankam, Boeing Launch Services (BLS) pa komercialnim družbam.
Sprva so v ZDA načrtovali, da ne bo več izstreljevali raket za enkratno uporabo ampak bodo vse rakete izstreljevali s pomočjo Space Shuttla. Po nesreči Challengerja leta 1986 je ameriški predsednik objavil, da bodo komercialne satelite izstreljevala zasebna podjetja.Kasneje je bila podpisana pogodba za 20 raket za USAF, 

## Opis raket
Delta rakete so za enkratno uporabo (ang. ELV - expendable launch vehicle). Vsaka Delta II ima:
- I. stopnjo: ima en RS-27 raketni motor na kerozin in tekoči kisik. Prvo stopnjo kdaj tehnično imenujejo "Extra-Extended Long Tank Thor" po balistični raketi Thor
- Dodatni potisniki na trdo gorivo (Solid rocket booster)): uporablja se jih za povečanje potiska prvi dve minuti leta. Delta II za večjo kapaciteto ima 9 "boosterjev", drugi modeli pa tri ali štiri
- II. stopnja: Aerojet AJ10-118K motor na hipergolična goriva, ki se ga da večkrat zagnati. Uporablja se za pozicioniranje z enim ali več zagonov v NZO. Hipergolična goriva so zelo korozivna, ko je enkrat natočeno gorivo, mora biti raketa izstreljena v 37 dneh, drugače je treba stopnjo zamenjati.[6] Ta stopnja so "možgani rakete" z inercialno platformo in kontrolnim sistemom
- III. Stopnja: Opcijsko, ATK-Thiokol na trdo gorivo proizvede potrebno spremembo hitrosti za izhod iz NZO orbite in insercijo v trajektorijo npr. na Mars. Ta stopnja nima aktivnega krmilnega sistema, zato je potrebna pravilna orientacija pred separacijo od stopnje II. Nekatere rakete Delta II imajo samo dve stopnji in so po navadi uporabljajo za orbite okoli Zemlje.
- Ohišje satelit: Ohišje je iz tanke kovine ali pa kompozitnega materiala varuje tovor pri potovanju skozi zemeljsko atmosfero.

## Poimenovanje Delta raket
Delta II uporablja 4-številčno oznako za tehnične specifikacije.
- Prva številka je 6 ali 7 za 6000- ali 7000- serije raket. Rakete 6000-serije, ko so zadnjič poletele leta 1992 so imele Extra Extended Long Tank prvo stopnjo z RS-27 motorjem in Castor IVA stopnjo s trdim gorivom. Trenutne 7000-serije imajo RS-27 motor z daljšim zvoncem za večjo ekspanzijo in boljše sposobnosti na veiliki višini in GEM - Graphite-Epoxy Motor boostejrje
- Druga številka pomeni število dodatnih potisnikov (boosterjev), po navadi 9, 6 se jih vklopi ob vzletu in trije eno minuto po poletu. Če se uporablja 3 ali štiri so vsi vžgani ob vzeltu
- Tretja številka je 2, pomeni 2. stopnjo AeroJet AJ10 motor, ki se ga da večkrat zagnati. Delte pred 6000-serijo so imele drug motor, TR-201
- Zadnja številka je oznaka za tretjo stopnjo, 0 pomeni, da ni tretje stopnje, 5 pomeni Payload Assist Module (PAM) z Star 48B motorjem na trdo gorivo, 6 pa Star37FM motor

## Obratovanje
Delta II je bila uporabljena za 151 izstrelitev. 18. septembra je Delta II izstrelila 75 zaporedni uspešni satelit. Je najbolj uspešna raketa, ki je trenutno v uporabi kar se tiče zanesljivosti. Druge zelo zanesljive rakete so Atlas II z vsemi 63 izstrelitvami uspešnimi in Ciklon-2 z eno neuspešno izstrelitvijo od 106.

## Pomembni tovori
- 2001 Mars Odyssey
- CONTOUR
- Dawn
- Deep Impact
- Deep Space 1
- GLAST
- GRAIL
- Gravity Probe B
- Iridium
- Mars Climate Orbiter
- Mars Exploration Rovers
- Mars Global Surveyor
- Mars Pathfinder
- Mars Phoenix
- Mars Polar Lander
- MESSENGER
- NEAR
- Jason-2
- Polar (satellite)
- ROSAT
- Spitzer Space Telescope (SIRTF)
- STEREO
- Swift
- THEMIS
- USA 193 (NROL-21)
- WIND
- WISE
- Kepler
- STSS-ATRR
- Genesis (spacecraft)

Med majem 1997 in novembrom 1988, je Delta poslala v orbito 55 Iridium satelitov.

## Karakteristike
- Funkcija:  majhna/ srednja raketa za enkratno uporabo
- Izdelovalec: United Launch Alliance (Boeing IDS)
- Država: ZDA
- Cena izstrelitve (1987): US$51 milijonov
- Višina: 38,2 - 39 m (125,3 - 127 ft)
- Premer:	2,44 m (8 ft)
- Masa: 151 700 - 231 870 kg (334,300 - 511,180 lb)
- Stopnje: 2 ali 3
- Kapaciteta: v NZO 2 700 - 6 100 kg (5 960 - 13 440 lb); v GTO 900 - 2170 kg (1980 - 4790 lb), v helijocentrično orbito (HCO) 1 000 kg (2 200 lb)
- Status: Aktivna
- Izstrelišča: Cape Canaveral SLC-17; Vandenberg AFB SLC-2W
- Vseh iztrelitev: 151 (Delta 6000: 17; Delta 7000: 128; Delta 7000H: 6)
- Uspehov: 149 (Delta 6000: 17; Delta 7000: 126; Delta 7000H: 6)
- Neuspelih izstrelitev: 1 (Delta 7000)
- Delno uspešnih:	1 (Delta 7000)
- Prvi izstreltiev: Delta 6000 14 februar 1989

Dodatni potisniki (boosterji) (6000 Series) - Castor 4A
- Število 9
- Motorji: 1X na trdo gorivo
- Potisk:	478 3 kN (107 530 lbf)
- Specifični izmpulz: 266 sekund
- Čas delovanja: 56 sekund
- Gorivo: trdno gorivo

Dodatni potisniki (boosterji)  (7000 Series) - GEM 40
- Število: 3, 4 ali 9
- Motorji: 1X na trdo gorivo
- Potisk:  492,9 kN (110 800 lbf)
- Specifični izmpulz: 274 sekund
- Čas delovanja: 64 sekund
- Gorivo: trdno gorivo

Dodatni potisniki (boosterji)  (7000 Heavy) - GEM 46
- Število: 9
- Motorji: 1X na trdo gorivo
- Potisk: 628,3 kN (141 250 lbf)
- Specifični izmpulz: 278 sekund
- Čas delovanja: 75 sekund
- Gorivo: trdno gorivo

Prva stopnja - Thor/Delta XLT(-C)
- Motorji: X1 RS-27 (6000 series) ali RS-27A (7000 series)
- Potisk:1 054,2 kN (237 000 lbf)
- Specifični izmpulz:302 sekundi
- Čas delovanja: 265 sekund
- Gorivo: kerozin in tekoči kisik

Druga stopnja - Delta K
- Motorji: 1X AJ-10
- Potisk: 43,6 kN (9 800 lbf)
- Specifični izmpulz:319 sekund
- Čas delovanja: 431 sekund
- Gorivo: hipergolično didušikov tetroksid in aerozin (50% hidrazin in 50% UDMH)

Tretja stopnja (opcijsko) - PAM-D
- Motorji: 1X Star 48B
- Potisk: 66,0 kN (14 837 lbf)
- Specifični izmpulz: 286 sekund
- Čas delovanja: 87 sekund